# Amon Kotey
Joseph Amon Neequaye, bekannt als Amon Kotey (* 16. Januar 1949; † 10. Mai 2010), war ein ghanaischer Boxer, der bei den Weltmeisterschaften der Amateure 1974 die Bronzemedaille gewann.

## Biographie
Ab den späten 1960er Jahren gehörte Kotey zur ghanaischen Nationalmannschaft im Boxen („Black Bombers“), zunächst lediglich als Ersatzmitglied. Erst im Jahr 1972 bestritt der Ghanaer seinen ersten Länderkampf. Wegen überheblichen Auftretens bei den Vorausscheidungen verpasste Kotey die Afrikaspiele 1973.
Gemeinsam mit seinen Landsmännern Mohamed Ali, Joe Destimo, Roy Kaba, Joe Kalala, Kwao Kuleho und Atta Yeboah nahm der Boxer allerdings an den ersten Boxweltmeisterschaften der Amateure im August 1974 in der kubanischen Hauptstadt Havanna teil. Im Halbweltergewicht (Gewichtsklasse bis 63,5 kg) erreichte Kotey nach Punktsiegen über Patricio Diaz (Argentinien) und Obisia Nwakpa (Nigeria) das Halbfinale und unterlag dort dem Bulgaren Wladimir Kolew nach Punkten. Seine Bronzemedaille ist bislang (Stand: Juni 2021) die einzige Medaille Ghanas bei Weltmeisterschaften im Boxen. Am 16. Dezember 1974 wurde Kotey von der Sports Writers Association of Ghana (SWAG) zum Amateurboxer des Jahres gewählt.
Im April 1976 unterlag der Boxer beim Golden Belt Tournament in Bukarest in der ersten Runde dem Rumänen Carol Hajnal einstimmig nach Punkten. Kotey war für die Olympischen Sommerspiele 1976 nominiert worden, wurde allerdings durch den ghanaischen Boykott der Spiele daran gehindert, in der ersten Runde gegen den späteren Bronzemedaillengewinner im Weltergewicht (bis 67 kg) Victor Zilberman aus Rumänien anzutreten. Der Boxer musste seine Amateurkarriere nach 44 Siegen und acht Niederlagen wegen einer Armverletzung beenden.
Kotey, dessen Hobbys in den 1970er Jahren mit Musik, Lesen und Dame angegeben wurden, arbeitete anschließend als Boxtrainer. Er gründete in Bukom, dem Zentrum des ghanaischen Boxsports, den Billy Kotey Memorial Boxing Club, der unter anderem die Olympiateilnehmer Amon Neequaye und Ray Narh hervorbrachte und zu den erfolgreichsten Boxställen des Landes zählt. Der Ghanaer wurde am 8. Juli 2010 in Asere Djorshie (Accra) begraben; er war zwei Monate zuvor im Alter von 61 Jahren gestorben.